# رندل، شهرستان برنت، ویسکانسین
رندل (به انگلیسی: Randall) یک منطقهٔ مسکونی در ایالات متحده آمریکا است که در شهرستان بارنت، ویسکانسین واقع شده‌است. رندل ۲۷۳٫۱ متر بالاتر از سطح دریا واقع شده‌است.